# Alyssum praecox
Alyssum praecox är en korsblommig växtart som beskrevs av Pierre Edmond Boissier. Alyssum praecox ingår i släktet stenörter, och familjen korsblommiga växter.

## Underarter
Arten delas in i följande underarter:
- A. p. albiflorum
- A. p. praecox